# Yiheyuan

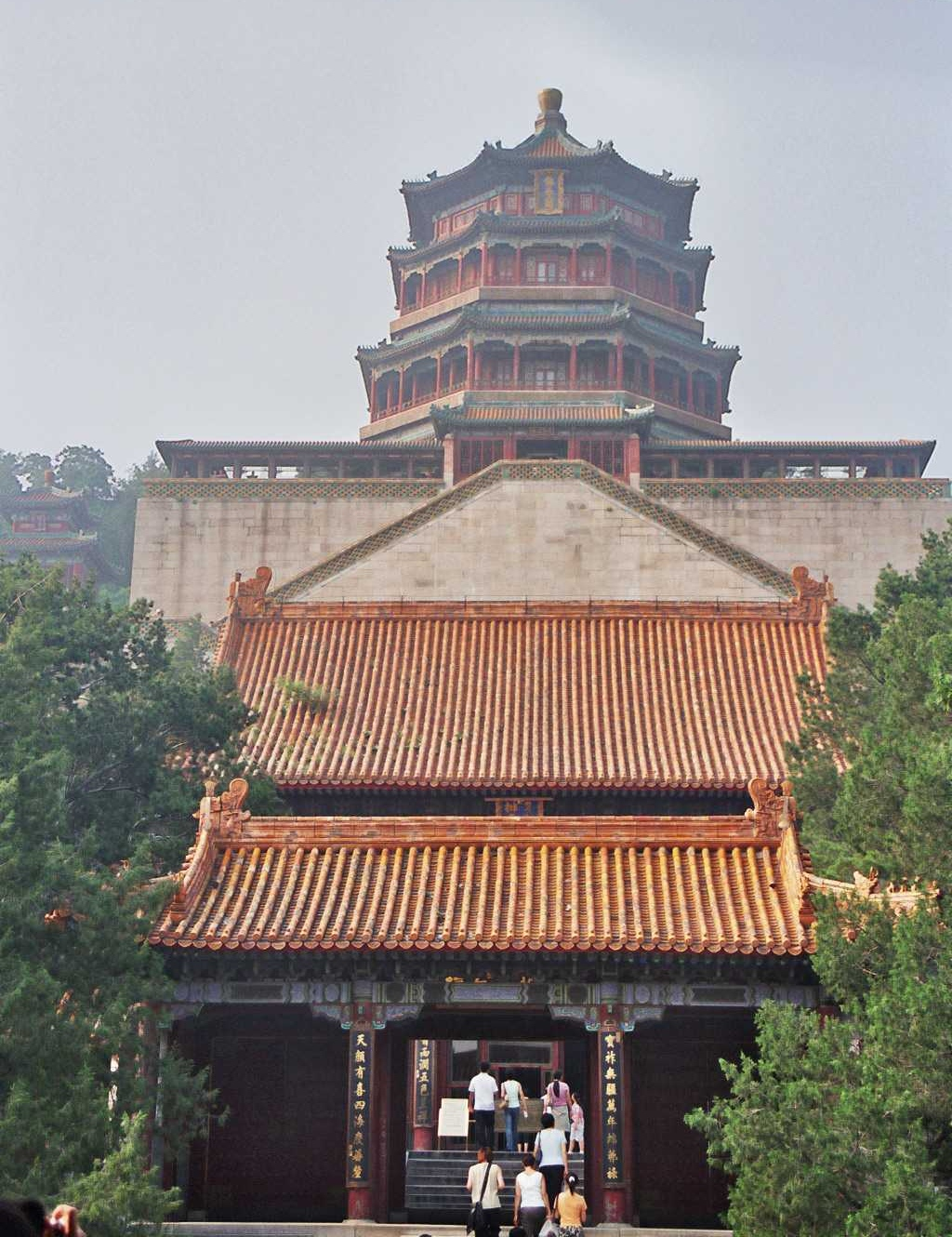
Pagode do Incenso Budista.

O Yiheyuan (em chinês tradicional: 頤和園; em chinês simplificado: 颐和园; em Pinyin:Yíhé Yuán), também conhecido como Palácio de Verão, é um palácio localizado em Pequim, China. "Yiheyuan" significa literalmente "Jardim da Harmonia Cultivada". 
O Yiheyuan é dominado principalmente pela Colina da Longevidade (60 metros de altura) e pelo Lago Kunming. Cobre uma área de 2,9 quilómetros quadrados, três quartos dos quais são de água. O central Lago Kunming, que se estende por uma área de 2,2 quilómetros quadrados, é totalmente artificial, tendo o solo escavado servido para construir a Colina da Longevidade. Nos seus compactos 70.000 metros quadrados de espaço construído encontra-se uma variedade de palácios, jardins e outras estruturas de arquitectura clássica.

## História

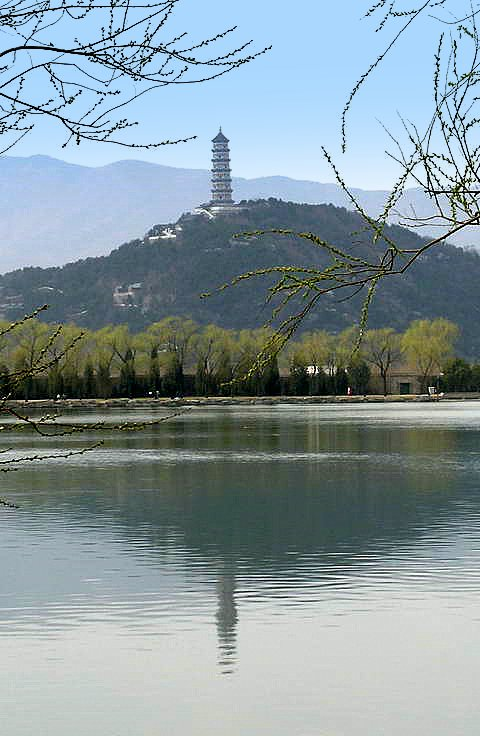
Vista sobre o lago Kunming em direcção à colina Yu Quan e ao Pagode Yu Feng.

Quando o Imperador Wányán Liàng, da Dinastia Jin (1115-1234), mudou a sua capital para a zona de Pequim, tinha um Palácio da Montanha de Ouro construído no local da actual Colina da Longevidade. Durante a Dinastia Yuan (1279-1368), a colina teve o seu nome alterado de "Montanha de Ouro" para "Colina Proibida" (Weng Shan). Esta troca de nome é explicada por uma lenda, segundo a qual havia sido encontrado na colina, em tempos, um jarro com um tesouro dentro. Diz-se que a perda do jarro terá coincidindo com a queda da Dinastia Ming (1368-1644), tal como tinha sido predito por quem o achara. Em 1749, o Imperador Qianlong encomendou trabalhos para os jardins imperiais aos quais a colina pertencia, dando o nome actual à Colina da Longevidade em celebração do 60º aniversário da sua mãe.
O Palácio de Verão teve início como o Jardim das Ondas Claras (em chinês tradicional: 清漪園; em chinês simplificado: 清漪园; em Pinyin:Qīngyī Yuán), em 1750 (15º ano de reinado do Imperador Qianlong). Os artesãos reproduziram estilos de arquitectura de jardim de vários palácios da China. O Lago Kunming foi criado através da ampliação de um corpo de água já existente, para imitar o Lago Oeste em Hangzhou. 
O complexo palaciano sofreu dois ataques importantes. O primeiro durante invasão aliada anglo-francesa de 1860 (com o Velho Palácio de Verão também saqueado ao mesmo tempo), e o segundo durante o Levante dos Boxers, num ataque levado a cabo pelas forças aliadas em 1900. O jardim sobreviveu, tendo sido reconstruído em 1886 e em 1902. 
Em 1888, foi dado ao palácio o nome actual, Yihe Yuan, o qual serviu como refúgio de Verão à Venerável Imperatriz Cixi. Esta Imperatriz desviou 30 milhões de taels (unidade de peso chinesa) de prata (ao que parece destinados originalmente à marinha chinesa - Frota Beiyang), para a reconstrução e ampliação do Palácio de Verão.
Em Dezembro de 1998, a UNESCO incluíu o Palácio de Verão na sua Lista do Património Mundial. Esta organização mundial declarou o Palácio de Verão uma "excelente expressão da criativa arte de desenho de jardim paisagístico chinês, incorporando trabalhos da espécie humana e da natureza num conjunto harmonioso". Actualmente, é um popular destino turístico, servindo igualmente de parque recreativo.

## Esquema

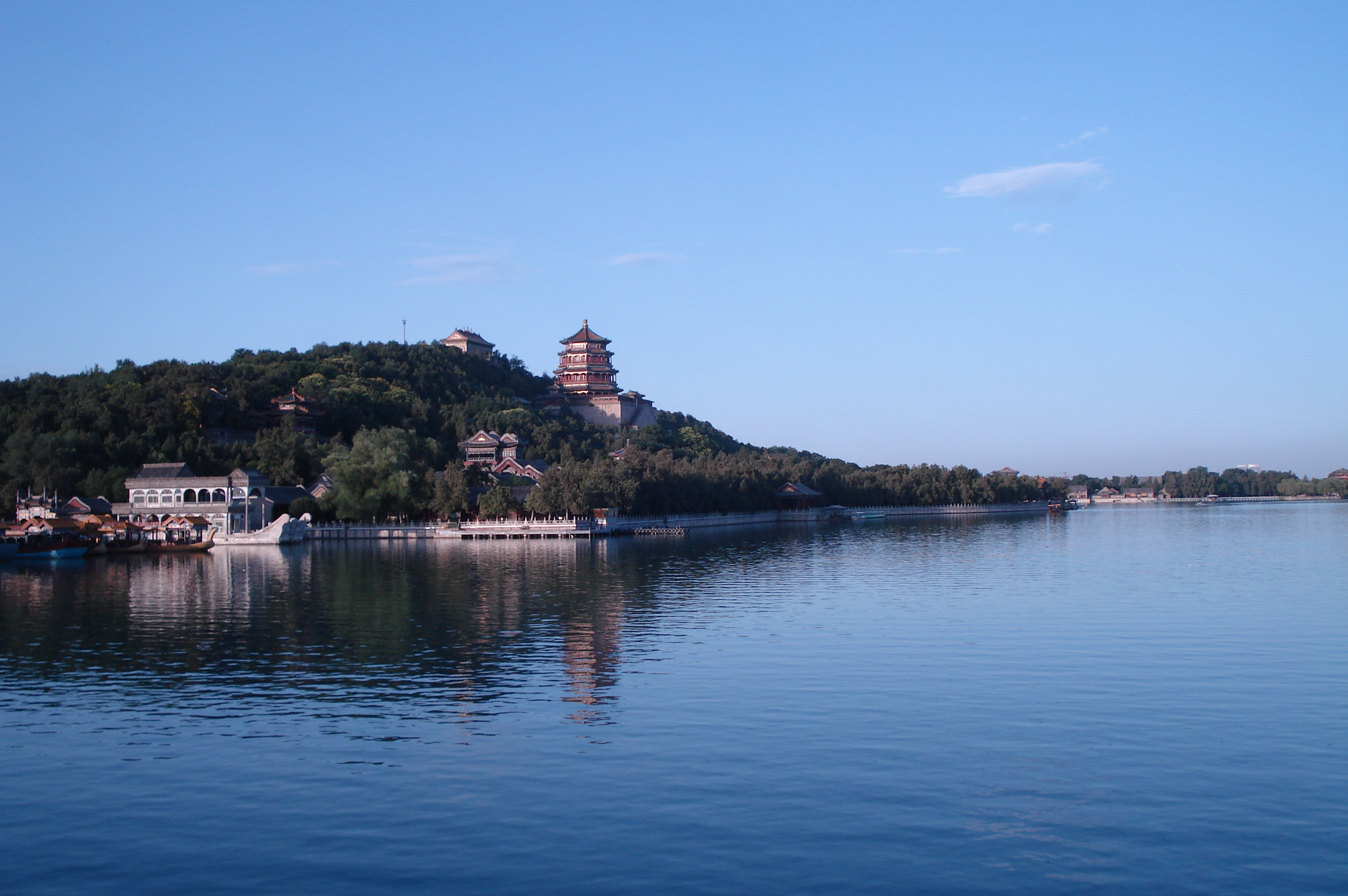
Vista panorâmica da Colina da Longevidade.

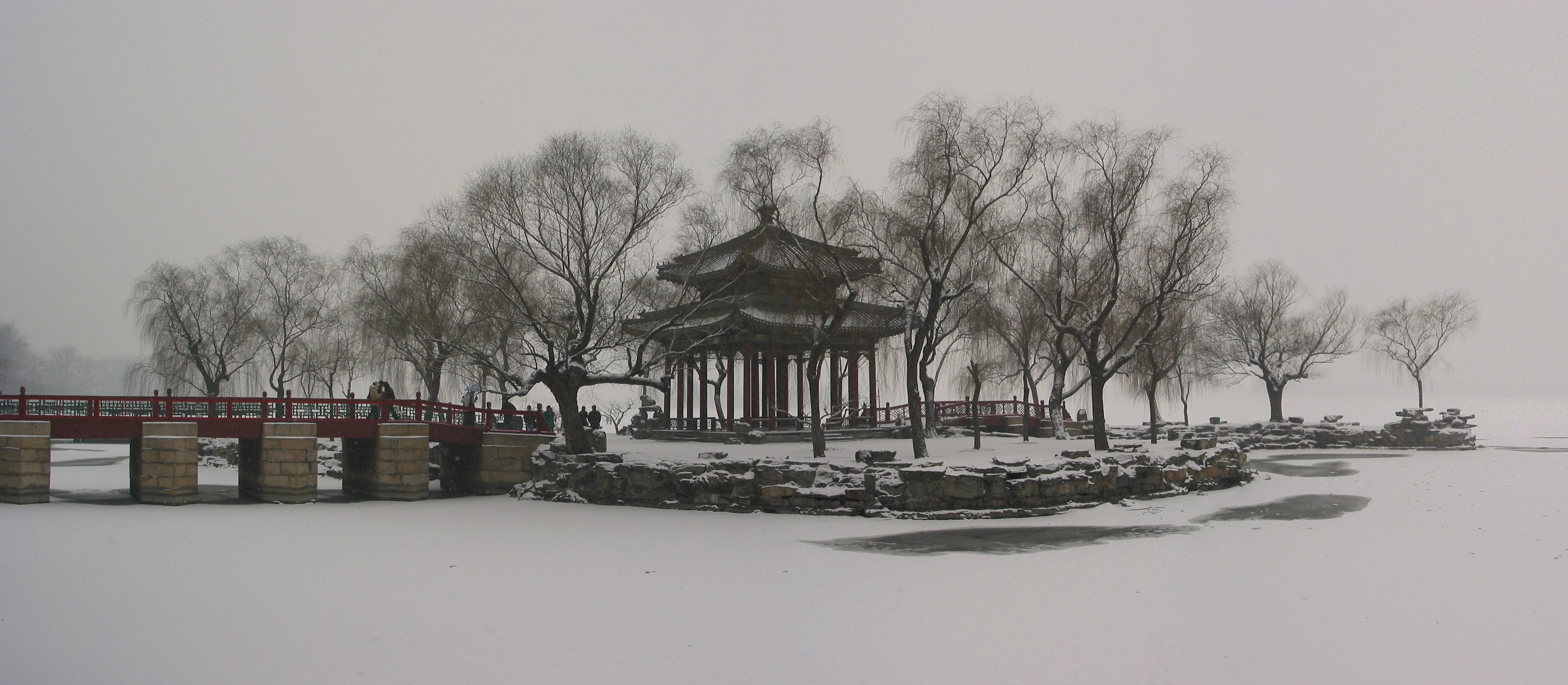
Uma visão panorâmica registada no Inverno.

Entrando pelo portão norte, o visitante atravessa em primeiro lugar a Rua Suzhou, designada para replicar o cenário do sudeste da China. No topo da Colina da Longevidade ergue-se o Pagode Vidrado Duobao, uma estrutura de três andares erguida durante o reinado do Imperador Qianlong, encontrando-se totalmente coberto de estátuas budistas vidradas. Anexo a este pagode existia um pavilhão que foi entretanto destruído.
Do topo da colina pode ver-se o Lago Kunming, para sul e sudoeste. O Barco de Mármore fica na base da colina, a sudoeste. Por sua vez, o Longo Corredor estende-se no sentido este-oeste ao longo da sua margem sul. A maior parte das restantes estruturas notáveis, entre as quais a Ponte dos Dezassete Arcos (em chinês tradicional: 十七孔橋; em chinês simplificado: 十七孔桥; em Pinyin: Shíqī Kǒng Qiáo), a qual possui mais de 500 leões entalhados, desenvolvem-se ao longo da margem este do lago, directamente a sul do extremo este do Longo Corredor.
Na encosta sul, a Colina da Longevidade está adornada com um conjunto de grandes edifícios: a Galeria Dispersante de Nuvens, o Templo da Virtude Budista e o Templo do Mar de Inteligência foram um eixo com orientação sul-norte (lago - cume), o qual é flanqueado por vários outros edifícios. No centro do Templo da Virtude Budista ergue-se o Pagode do Incenso Budista (Fo Xiang Ge), o qual forma o ponto fulcral em relação aos edifícios na encosta sul da Colina da Longevidade. O pagode, erguido sobre uma base de pedra com 20 metros de altura, tem ele próprio uma altura de 41 metros e possui três andares. É suportado por oito pilares em madeira de lignumvitae.

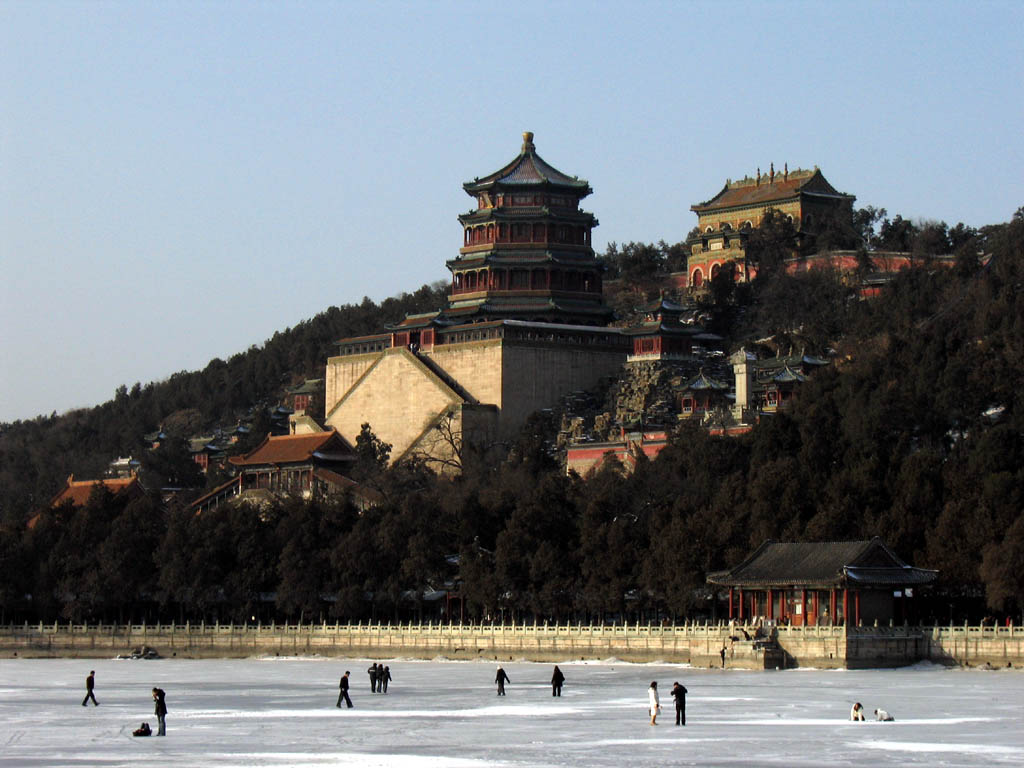
Vista da Colina da Longevidade com o Lago Kunming, congelado, em primeiro plano e o Pagode do Incenso Budista ao centro.

A Ponte Cinto de Jade (em chinês tradicional: 玉帶橋 ; em chinês simplificado: 玉带桥; em Pinyin: Yù Dài Qiáo), também conhecida como a Ponte Bossa de Camelo, é a mais conhecida das seis pontes da margem oeste do Lago Kunming. É uma ponte pedestre do século XVIII, construída entre 1751 e 1764. É feita em mármore e outras pedras brancas, possuíndo um único arco alto. Os corrimãos estão decorados com grous entalhados. A altura do arco deve-se à necessidade de permitir a passagem do "barco dragão" do Imperador Qianlong. 
Merece ainda destaque o Jardim dos Interesses Harmoniosos.

## Localização e acessos
O Yiheyuan tem fácil acesso a partir das zonas mais importantes de Pequim. A norte, tem acesso pela Ponte Suzhou no noroeste da 3ª Estrada Circular, ou pela Ponte Bridge no noroeste da 4ª Estrada Circular. A sul tem acesso pela parte norte da 5ª Estrada Circular, na saída Zhongguancun/Estrada Beiqing. Os transportes públicos também alcançam o Palácio de Verão.

## Imagens

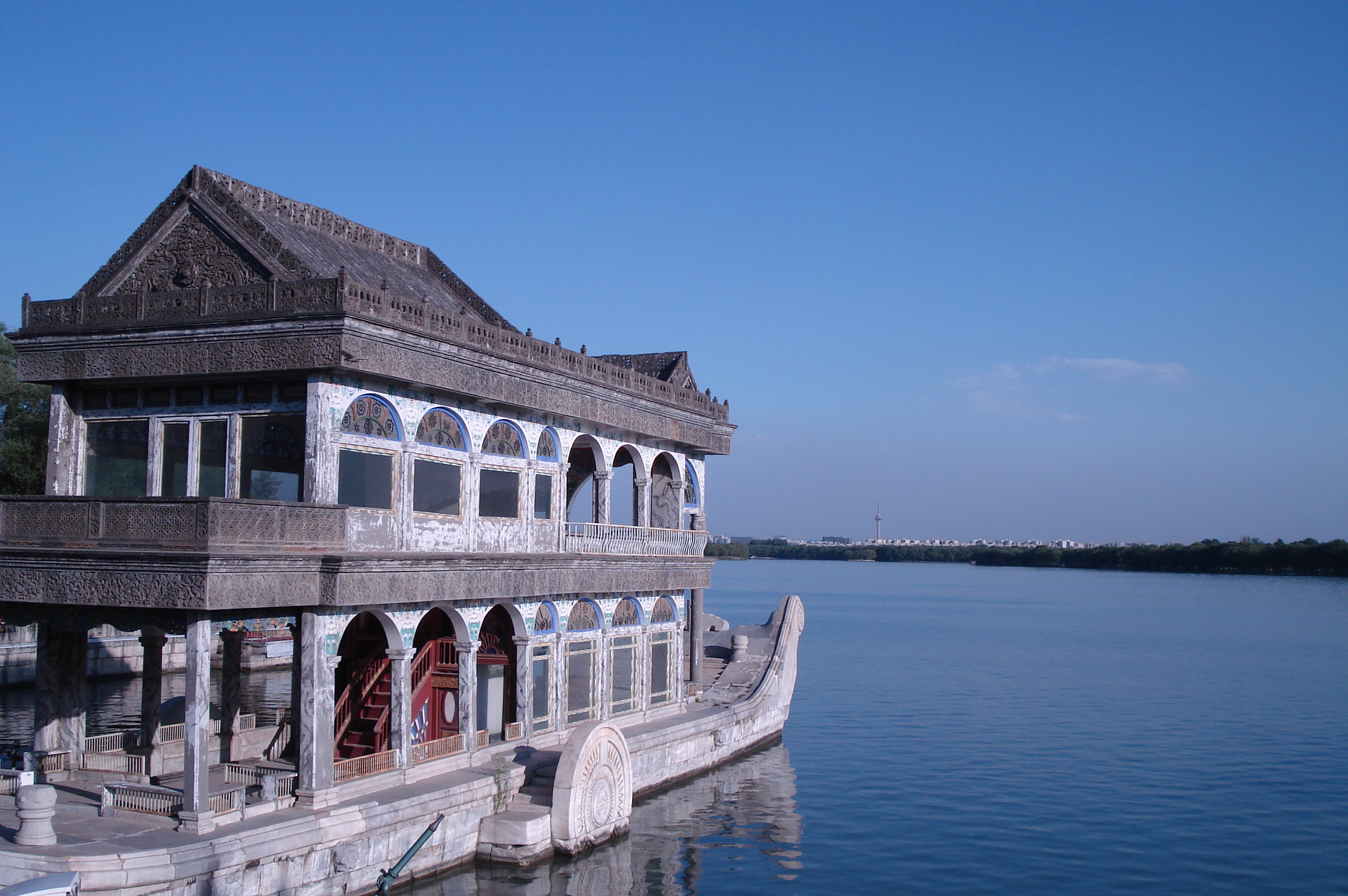
O famoso barco de mármore nos terrenos do palácio de Verão
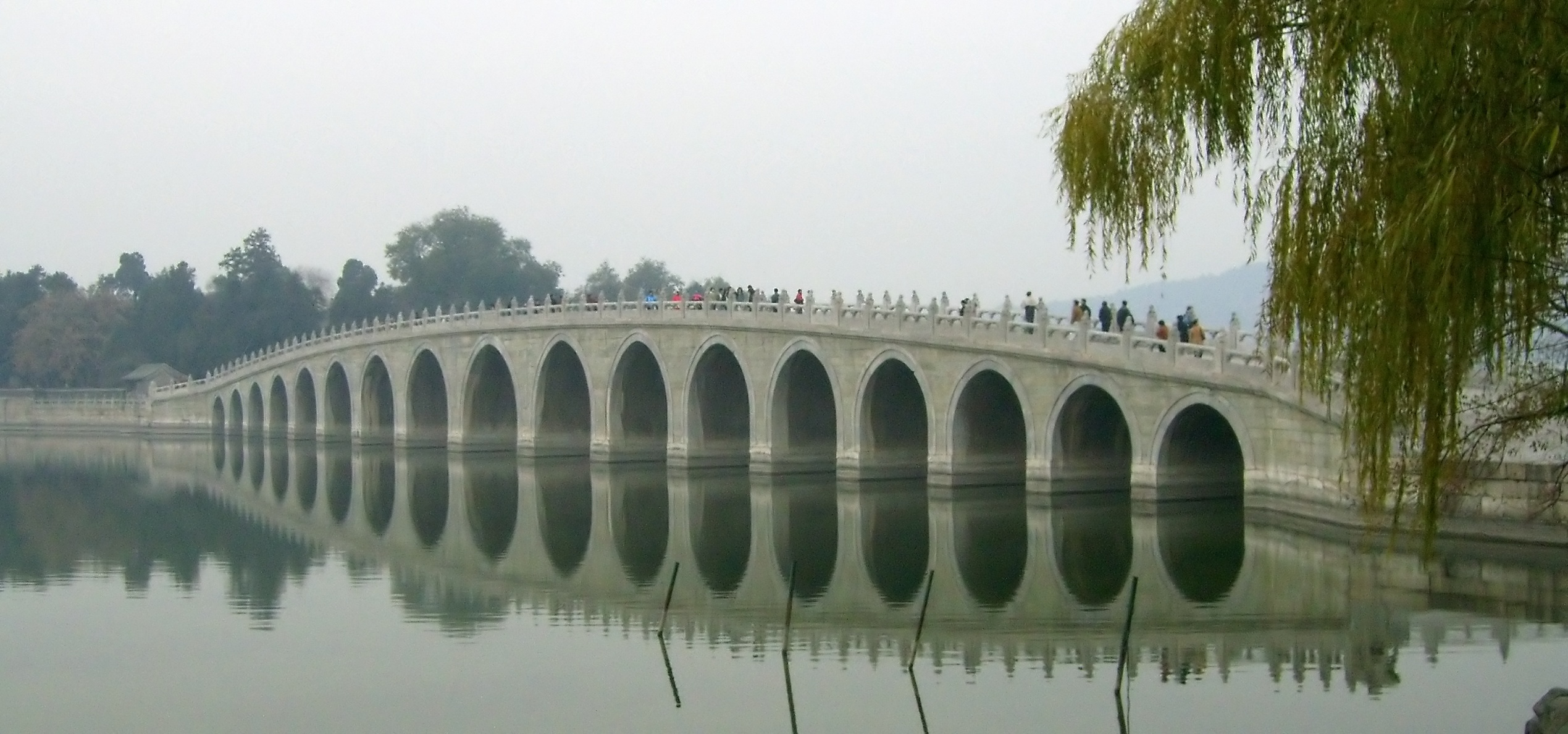
O Lago Kunming com a Ponte dos Dezassete Arcos
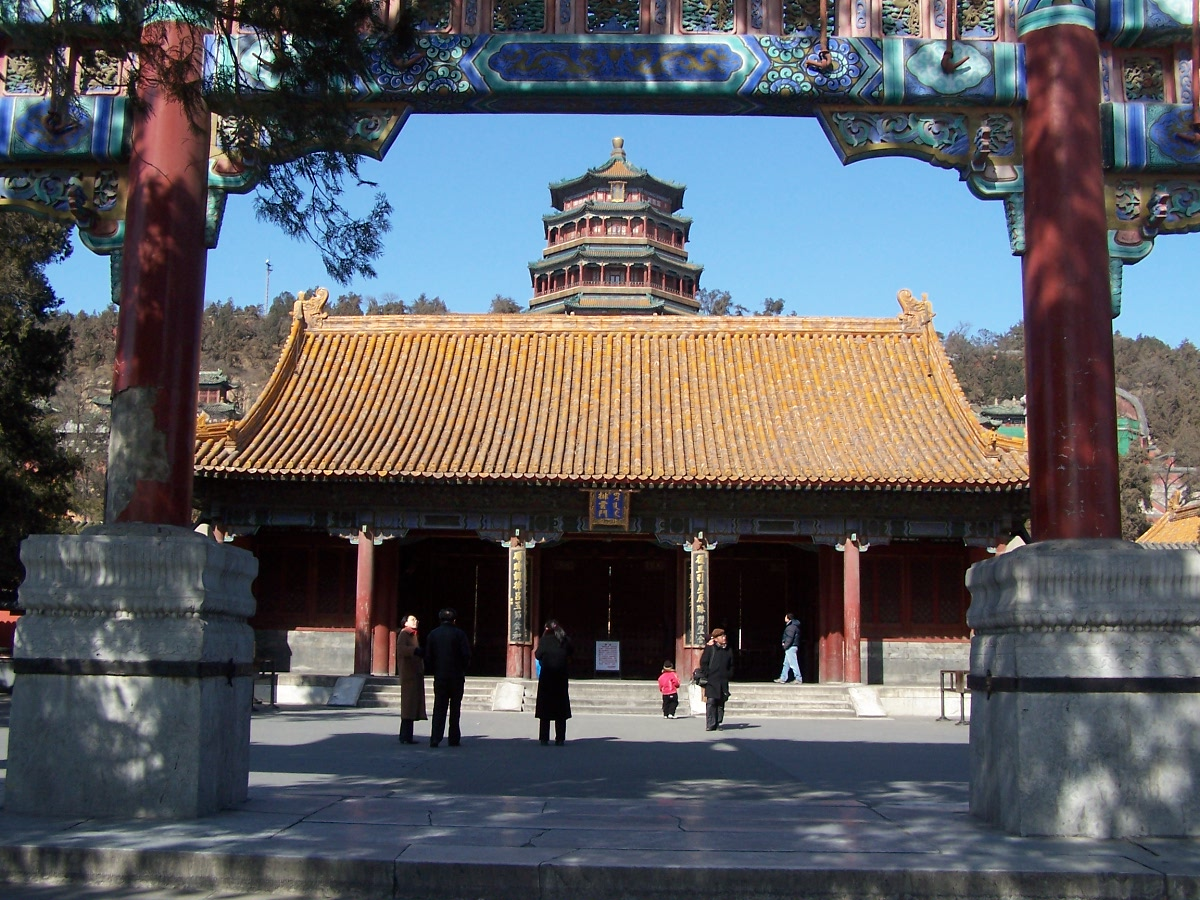
O Pagode do Incenso Budista, o mais alto edifício do complexo
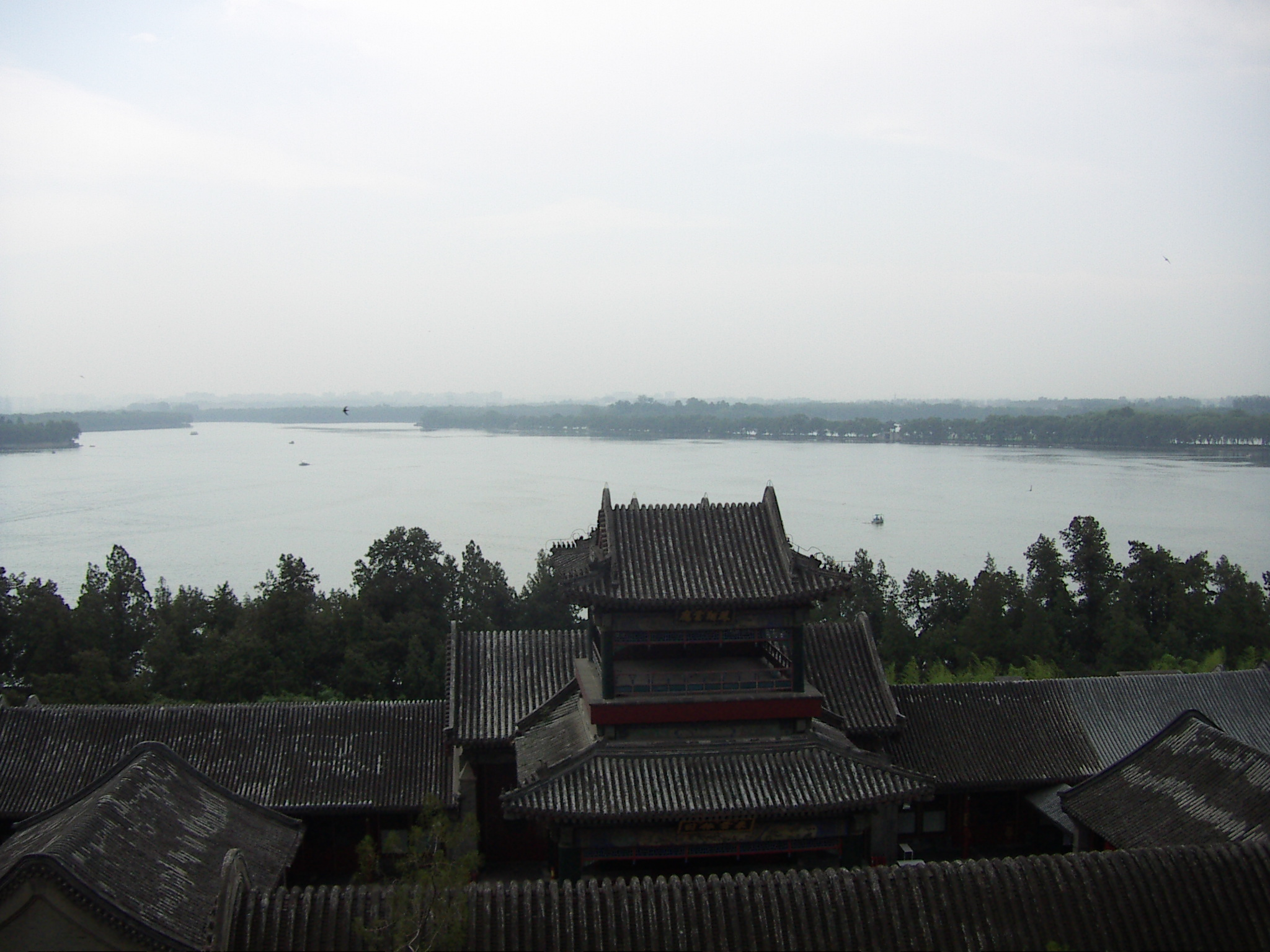
Vista do Palácio de Verão com o Lago Kunming em segundo plano
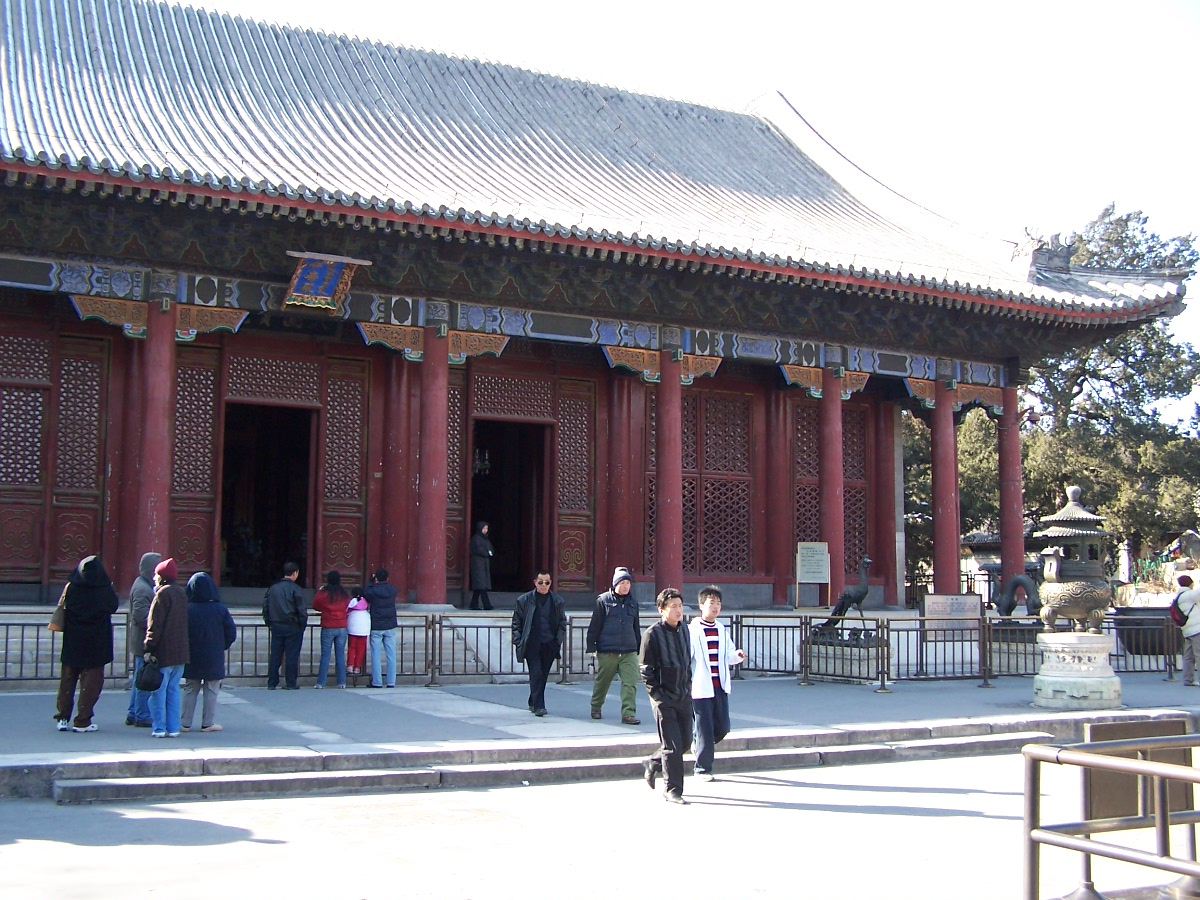
Galeria da Benevolência e Longevidade
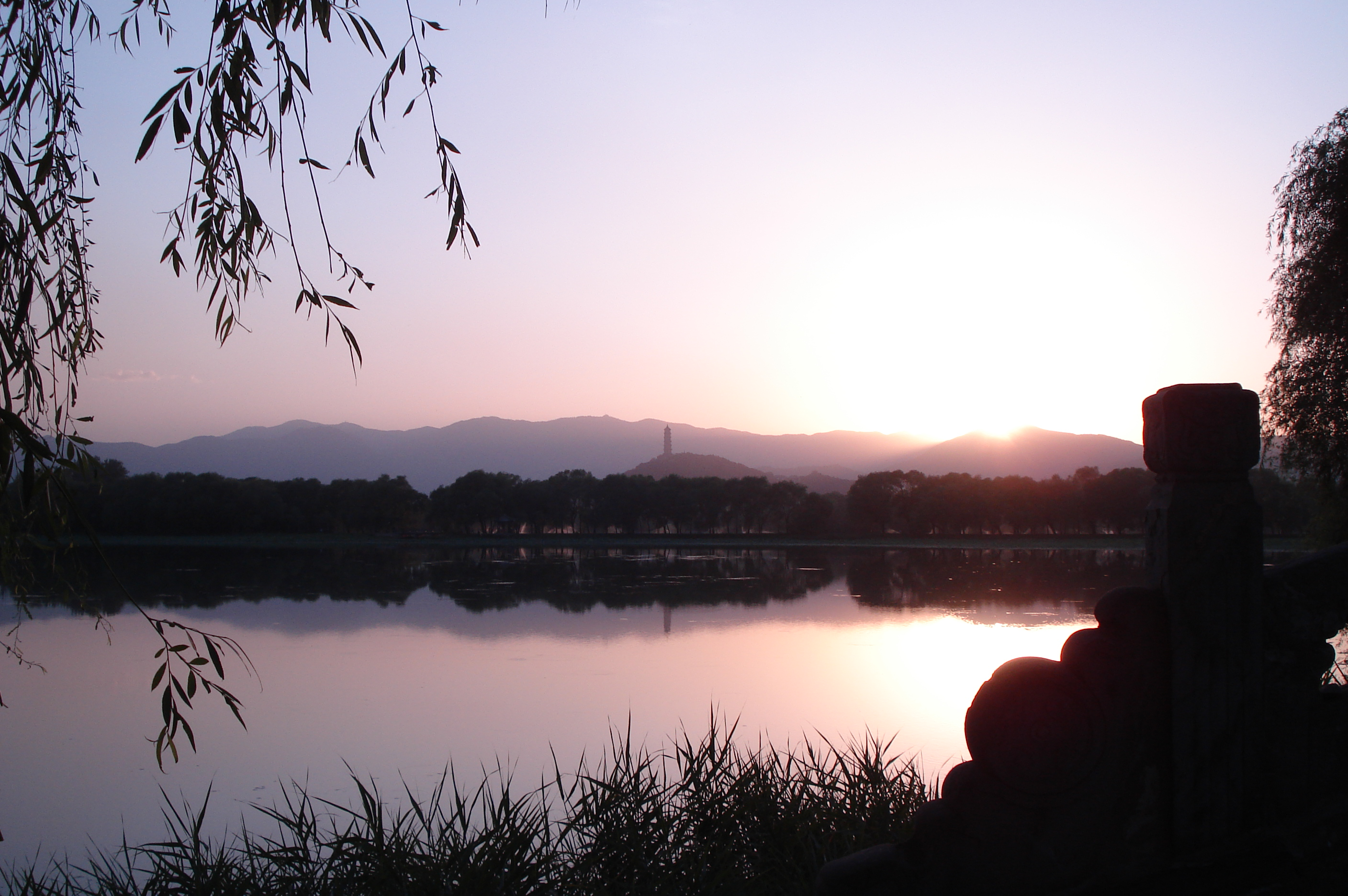
Vista da Torre de lago e montanha
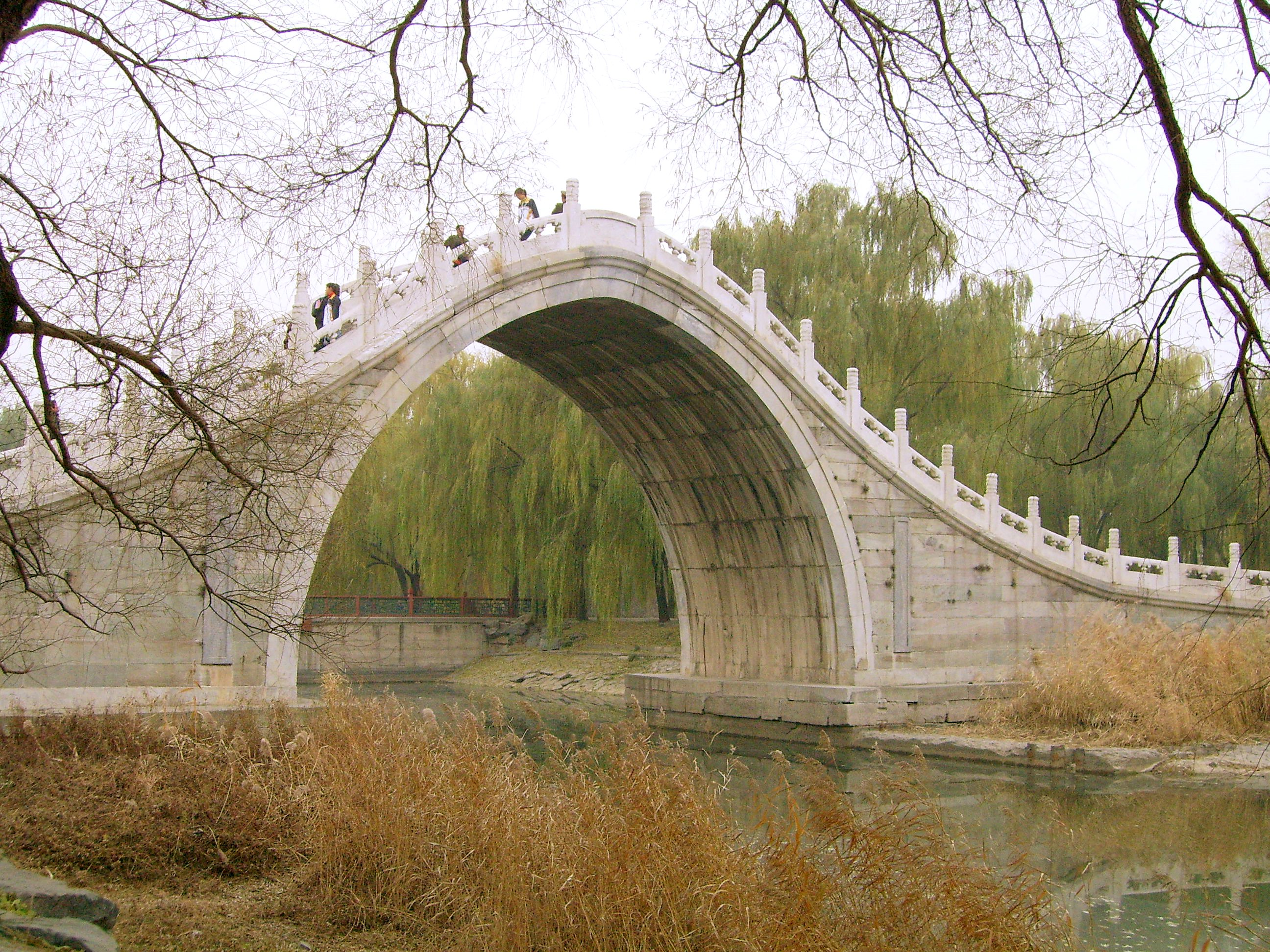
Ponte Cinto de Jade (ou Bossa de Camelo)
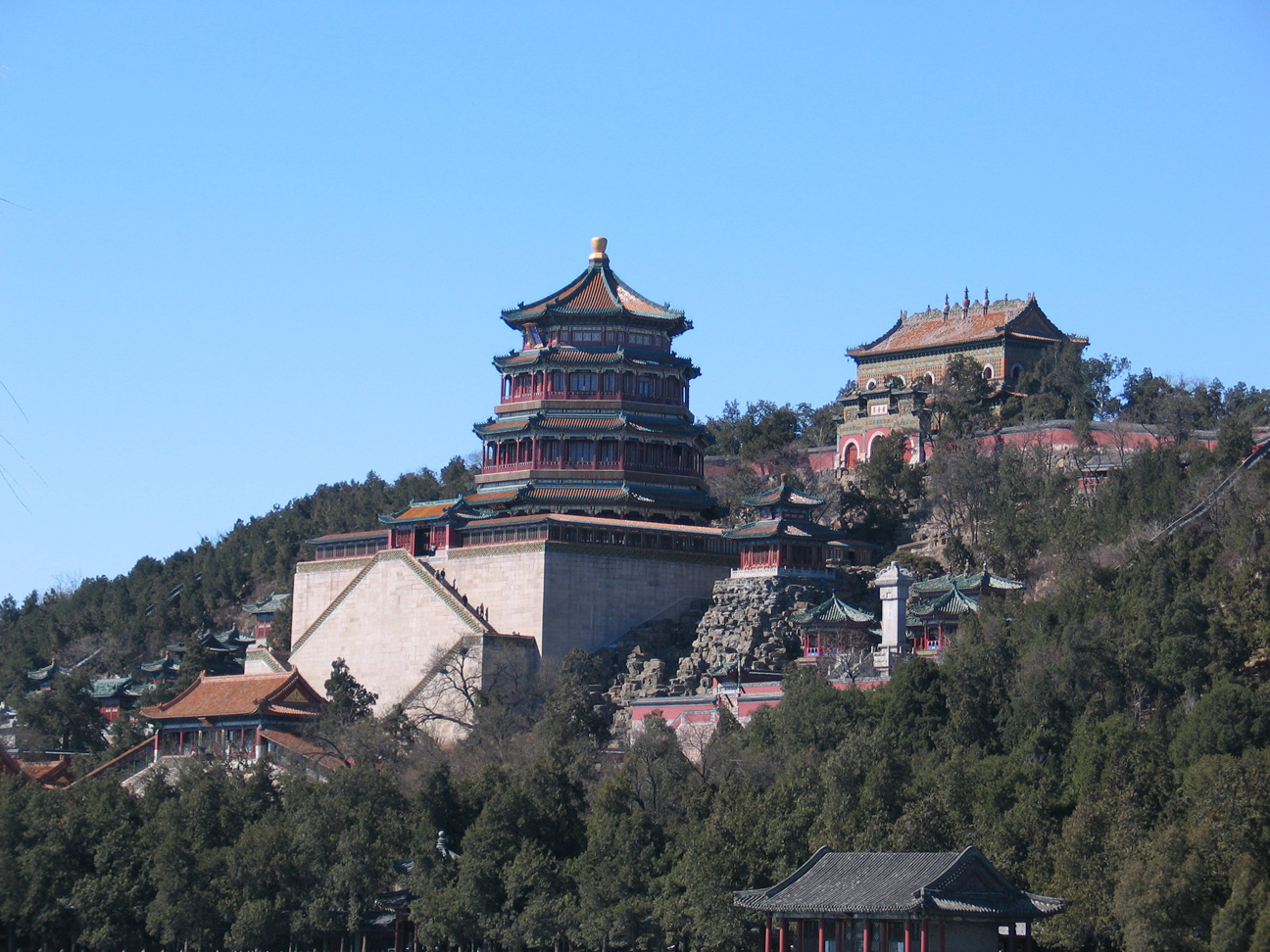
Pagode do Incenso Budista
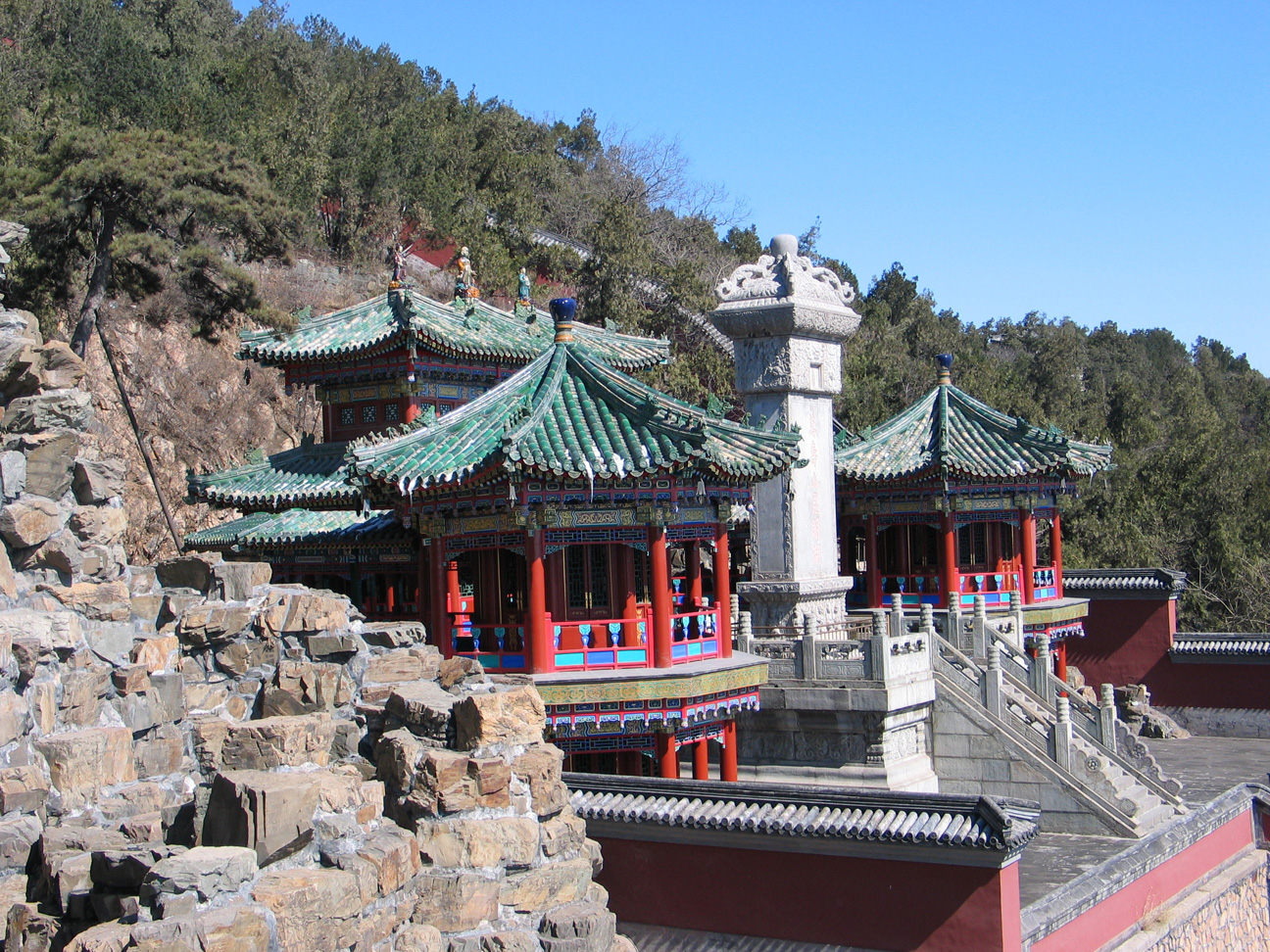
Galeria da Benevolência e Longevidade
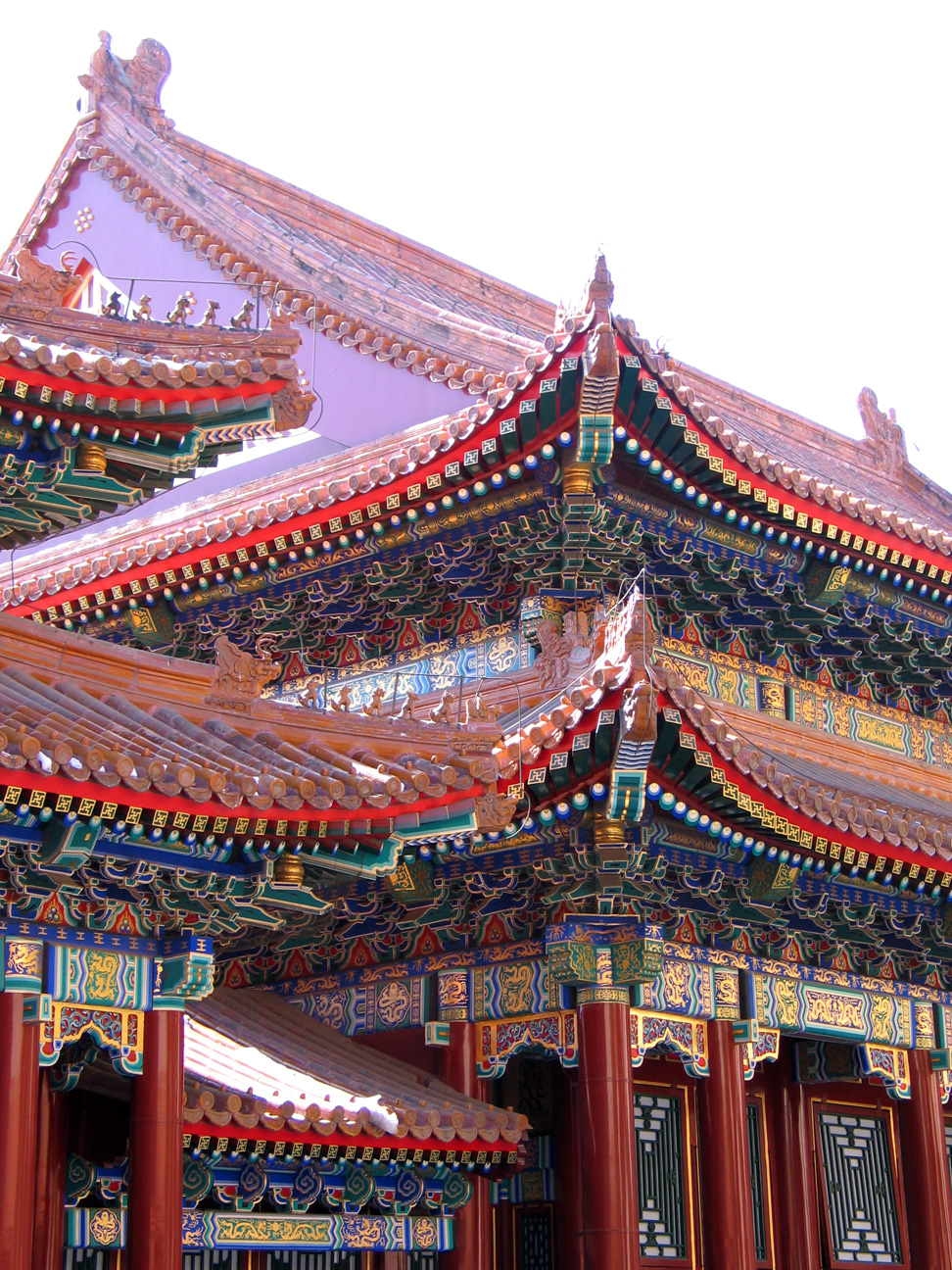
Telhados do palácio
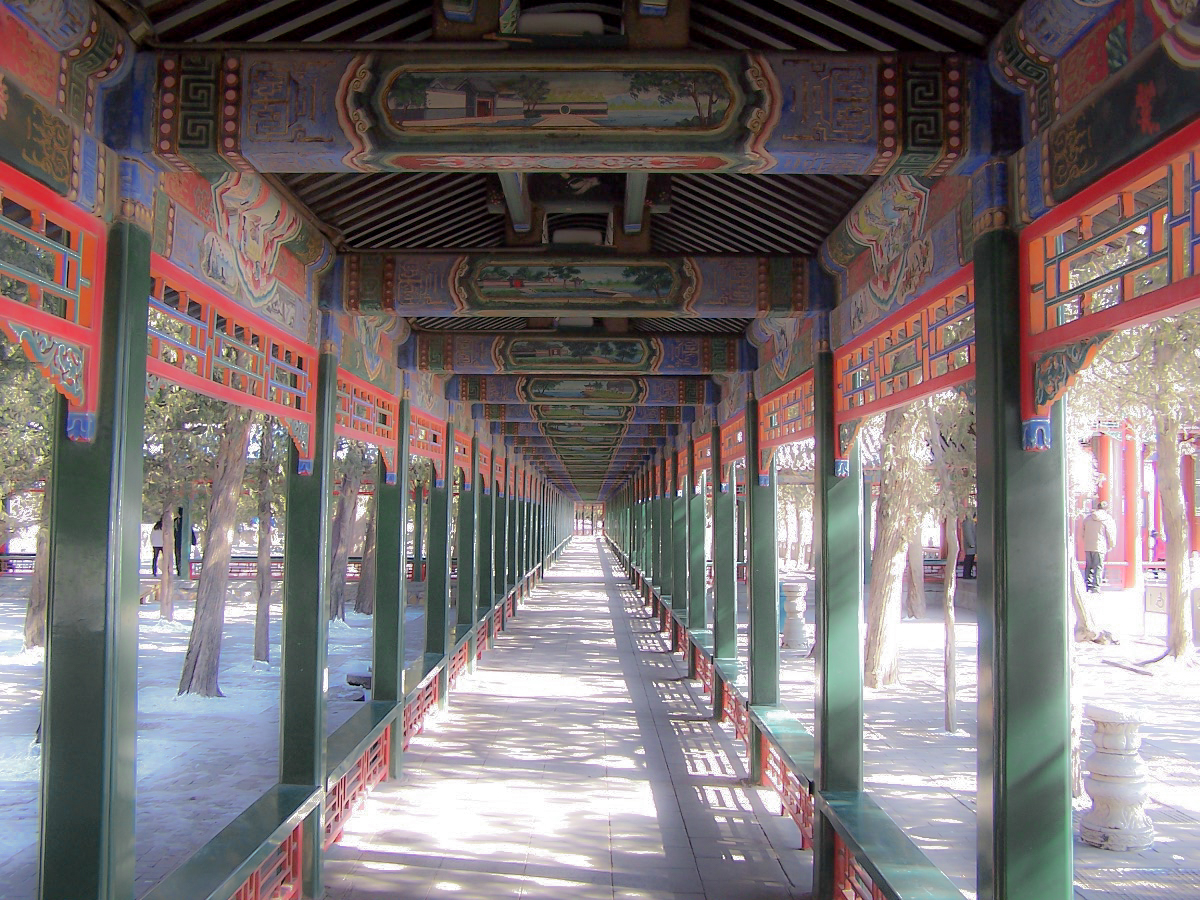
O Longo Corredor
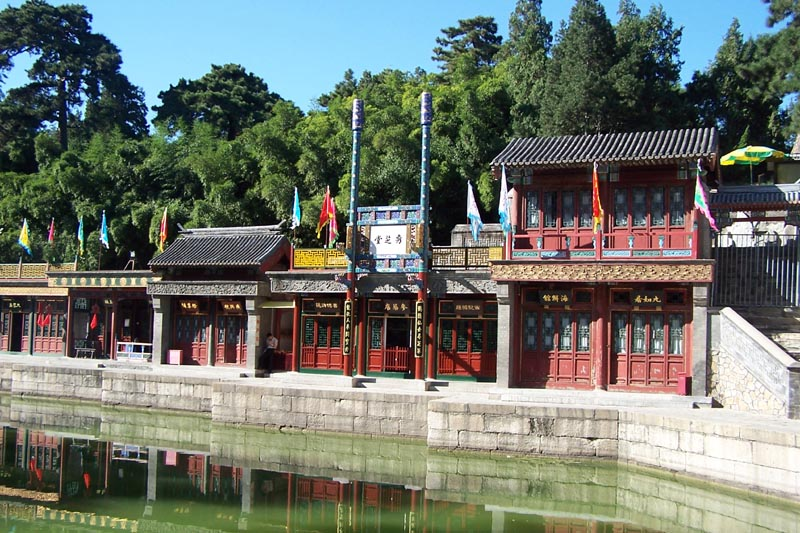
A Rua de Suzhou
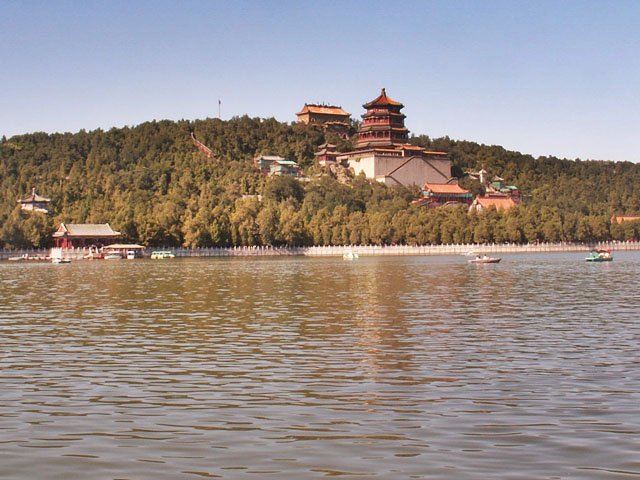
O Palácio de Verão visto a partir do Lago Kunming
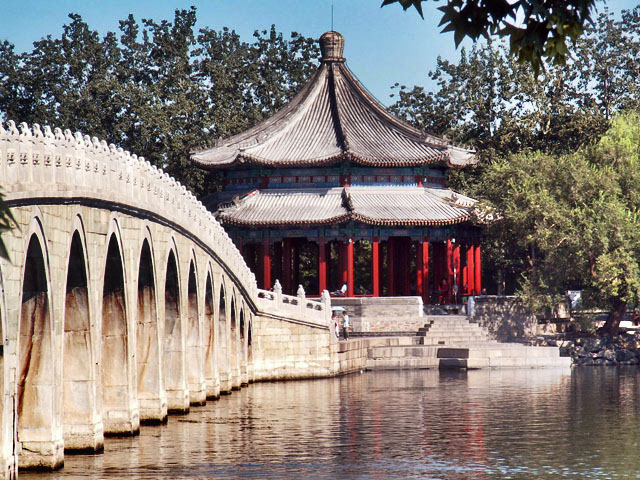
A Ponte dos Dezassete Arcos
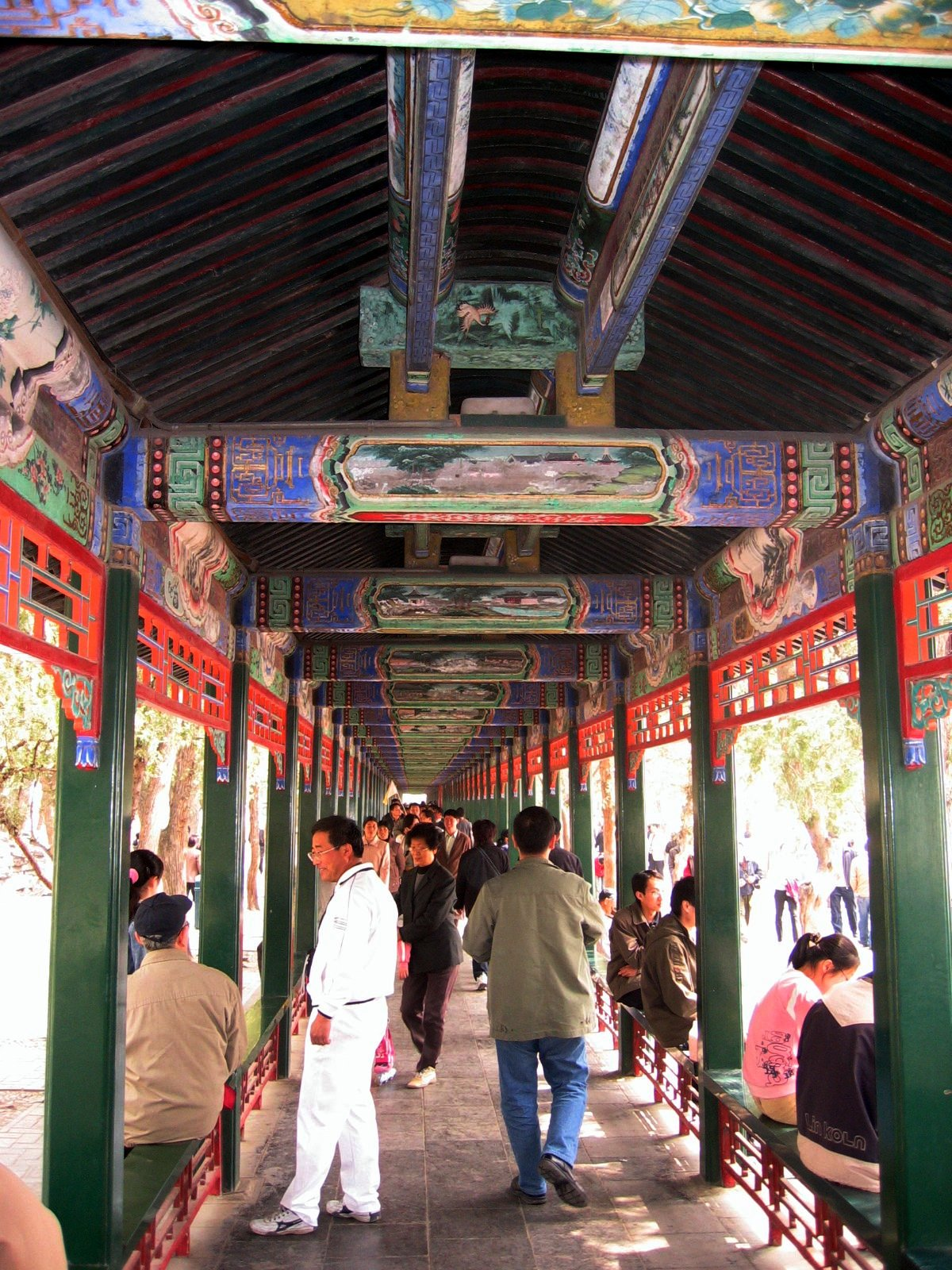
O Longo Corredor